# ميزيزيوس
ميزيزيوس (باللاتينية: Mezezius) هو نبيل أرمني شغل منصب جنرال في الجيش البيزنطي، في وقت لاحق استولى على العرش البيزنطي في صقلية من 668 حتى 669.